# Giersleben
Giersleben är en kommun och ort i Salzlandkreis i förbundslandet Sachsen-Anhalt i Tyskland.
Kommunen ingår i förvaltningsgemenskapen Saale-Wipper tillsammans med kommunerna Alsleben, Güsten, Ilberstedt och Plötzkau.